# Zero Install
Unter Zero Install (auch 0install) werden Tools zusammengefasst, die nicht installiert werden müssen. Verwandte Konzepte sind einerseits Portable Software, andererseits Applikations-Virtualisierung bzw. Sandboxing, die meistens die Charakteristik der Installationsfreiheit (im Sinne von Systemintegration) teilen. Auch Emulatoren stellen aus anderen Gründen eine Umgebung zur Verfügung, auf der Programme ohne Auswirkung auf das System installiert werden.

## Hintergrund
Zero install ist auch ein ursprünglich in Python für Linux geschriebenes, dezentrales, plattformübergreifendes Software-Installationssystem, das unter der LGPL verfügbar ist. Zero Install definiert kein neues Paketformat; es werden unveränderte Tar- oder ZIP-Archive verwendet. Stattdessen definiert es ein XML-Metadatenformat, um diese Pakete und die Abhängigkeiten zwischen ihnen zu beschreiben. Eine einzige Metadatendatei kann auf mehreren Plattformen, darunter Ubuntu, Debian, Fedora, openSUSE, Mac OS X und Windows, verwendet werden, sofern Binär- oder Quellarchive verfügbar sind, die auf diesen Systemen funktionieren.
Im Gegensatz zu anderen Paketmanagern können beispielsweise Bibliotheken nach Möglichkeit gemeinsam genutzt werden. Kommt es jedoch zu widersprüchlichen Anforderungen, können mehrere Versionen eines Pakets parallel installiert werden.
Die XML-Datei, die die Anforderungen des Programms beschreibt, kann in ein Quellcode-Repository aufgenommen werden. So kann beispielsweise ein Benutzer ein Git-Repository klonen und das Programm erstellen und testen, indem er bei Bedarf automatisch neuere Versionen von Bibliotheken herunterlädt, ohne die Versionen der von seiner Distribution installierten Bibliotheken zu beeinträchtigen, die weiterhin für andere Software verwendet werden.
Anwendungsfälle sind laut Hersteller u. a. die dezentrale Distribution von Software direkt durch die Hersteller sowie die rootrechtefreie Installation von Software durch den Anwender. Seit Oktober 2010 existiert auch eine Windows-Version der Software.
Seit 2013 ist Zero Install nicht mehr in Python, sondern in OCaml geschrieben. Als Grund gab Entwickler Thomas Leonard an, dass Python zu langsam gewesen sei, was man vor allem während des Startens der Software gemerkt habe. Neben OCaml sei auch noch Haskell in die engere Auswahl gekommen; er habe sich allerdings für erstere entschieden, da die Sprache für ihn leichter zu lernen gewesen sei.